# Phenylzinntrichlorid
Phenylzinntrichlorid ist eine chemische Verbindung aus der Gruppe der zinnorganischen Verbindungen.

## Gewinnung und Darstellung
Phenylzinntrichlorid kann unter anderem durch Reaktion von Zinntetrachlorid mit Tetraphenylzinn gewonnen werden (Kocheshkov-Umlagerung):
{\displaystyle \mathrm {Sn(C_{6}H_{5})_{4}+\ 3\ SnCl_{4}\ {\xrightarrow {}}\ 4\ Sn(C_{6}H_{5})Cl_{3}} }

## Eigenschaften
Die physikalischen und chemischen Eigenschaften von Monoarylzinntrihalogeniden, wie Phenylzinntrichlorid, ähneln denen der entsprechenden Zinntetrahalogenide.

### Physikalische Eigenschaften
Phenylzinntrichlorid ist durchaus wasserlöslich, wird aber nur wenig hydrolysiert. Es hat einen Flammpunkt von 113 °C. Im 13C-Kernresonansspektrum (NMR) zeigt es folgende Signale:
|              | Sn–C1– | –C2   | –C3   | –C4   |
| ------------ | ------ | ----- | ----- | ----- |
| ppm          | 135,8  | 133,9 | 130,3 | 132,9 |
| J(13C–119Sn) | 1120   | 78,8  | 126   | 121   |

Im 119Sn–NMR liefert es ein Signal bei −61,0 ppm. Der Zinn-Kohlenstoff-Abstand in Kristall liegt bei 2,12 Å.
Das Molekül hat ein Dipolmoment von 4.30 Debye.

### Chemische Eigenschaften
Wie andere zinnorganische Verbindungen ist Phenylzinntrichlorid eine Lewis-Säure und bildet mit Basen, wie Pyridin, Piperidin, Morpholin oder Anilin entsprechende Addukte, in denen das zentrale Zinnatom sechsfach koordiniert ist.
Durch Umsetzung von Phenylzinntrichlorid mit Diethylaluminiumhydrid in Diethylether kann Phenylzinntrihydrid gewonnen werden:
{\displaystyle \mathrm {Cl_{3}Sn(C_{6}H_{5})\ +\ 3\ Et_{2}AlH\ {\xrightarrow[{Et_{2}O}]{\ }}H_{3}Sn(C_{6}H_{5})\ \ +\ 3Et_{2}AlCl\ \ \ Et=Ethyl} }